# Масерија Гаудела (Таранто)
Масерија Гаудела (итал. Masseria Gaudella) је насеље у Италији у округу Таранто, региону Апулија.
Према процени из 2011. у насељу је живело 49 становника. Насеље се налази на надморској висини од 80 м.